# Gay Men’s Chorus of Los Angeles
Gay Men’s Chorus of Los Angeles (GMCLA) – gejowski chór męski założony w 1979 w Los Angeles w Stanach Zjednoczonych. Jest największym na świecie chórem tworzonym przez homoseksualistów.

## Muzycy i repertuar
Macierzystą sceną chóru jest Alex Theatre, a tworzy go blisko 200 śpiewaków. Chór zatrudnia własnego producenta i dyrektora ekonomicznego. Przez 25 lat swego istnienia kierowało nim pięciu dyrygentów, z których najbardziej zasłużonym był Jon Bailey pełniący tę funkcję przez 14 lat. Przez 25 lat przez chór przewinęło się ponad 1400 śpiewaków. Obecnym dyrygentem jest Bruce Mayhall.
W repertuarze zespołu znajduje się muzyka operowa (m.in. Raj utracony: Opera Electronica Erica Whitacre'a, symfonia Eos Roberta Conte), chorałowa, piosenki ludowe, ragtime, jazz, swing a także muzyka pop. Dużym powodzeniem cieszyły się m.in. programy koncertowe opierające się na repertuarze Judy Garland pt. You Made Me Love You oraz na dziełach kompozytorów broadwayowskich – Jerry’ego Hermana (Hello, Dolly, Mame, La Cage Aux Folles) i Stephena Sondheima. Koncerty oprawione są często w bogate choreografie i efekty wizualne, przekształcające występy GMCLA w efektowny show.

## Historia
GMCLA istnieje od 1979 r. W czasie ćwierćwiecza działalności dał ok. 180 koncertów abonamentowych, nagrał cztery występy dla telewizji, wystąpił w 13 stolicach świata i wziął udział w ponad 500 imprezach dobroczynnych. Chór dwukrotnie wyjeżdżał na tournée po Europie Środkowo-Wschodniej: w 1991 r. objechał Kopenhagę, Berlin, Pragę, Wiedeń i Budapeszt, zaś w 1999 r. Moskwę, Petersburg, Tallinn, Helsinki i Berlin. Był pierwszym chórem gejowskim, który koncertował dla urzędującego prezydenta USA – w 1999 r. był nim Bill Clinton. Otwierał też recital Eltona Johna i Berni'ego Taupina w Beverly Hilton podczas uroczystości wręczania 14. Ella Awards.
Obecnie stanowi renomowaną i zamożną instytucję muzyczną z budżetem sięgającym miliona dolarów rocznie. Do 2008 r. nagrał 12 płyt długogrających.